# Долні Славечі
Долні Славечі (словен. Dolnji Slaveči) — поселення в общині Град, Помурський регіон, Словенія. Висота над рівнем моря: 239,7 м.